# Piatnickizaur
Piatnickizaur (Piatnitzkysaurus floresi) – drapieżny teropod z kladu tetanurów (Tetanurae).
Żył w okresie jury (ok. 165 mln lat temu) na terenach Ameryki Południowej. Długość ciała ok. 5 m, masa do 400 kg. Jego szczątki znaleziono w Argentynie (prowincja Chubut).
Pierwotnie Piatnitzkysaurus był zaliczany do rodziny allozaurów. Obecnie jego pozycja filogenetyczna jest niepewna; z analiz kladystycznych wynika, że mógł być przedstawicielem rodziny Megalosauridae, przedstawicielem nadrodziny Megalosauroidea nienależącym do rodziny Megalosauridae lub przedstawicielem kladu Tetanurae bardziej bazalnym niż megalozauroidy.